# 荻川站

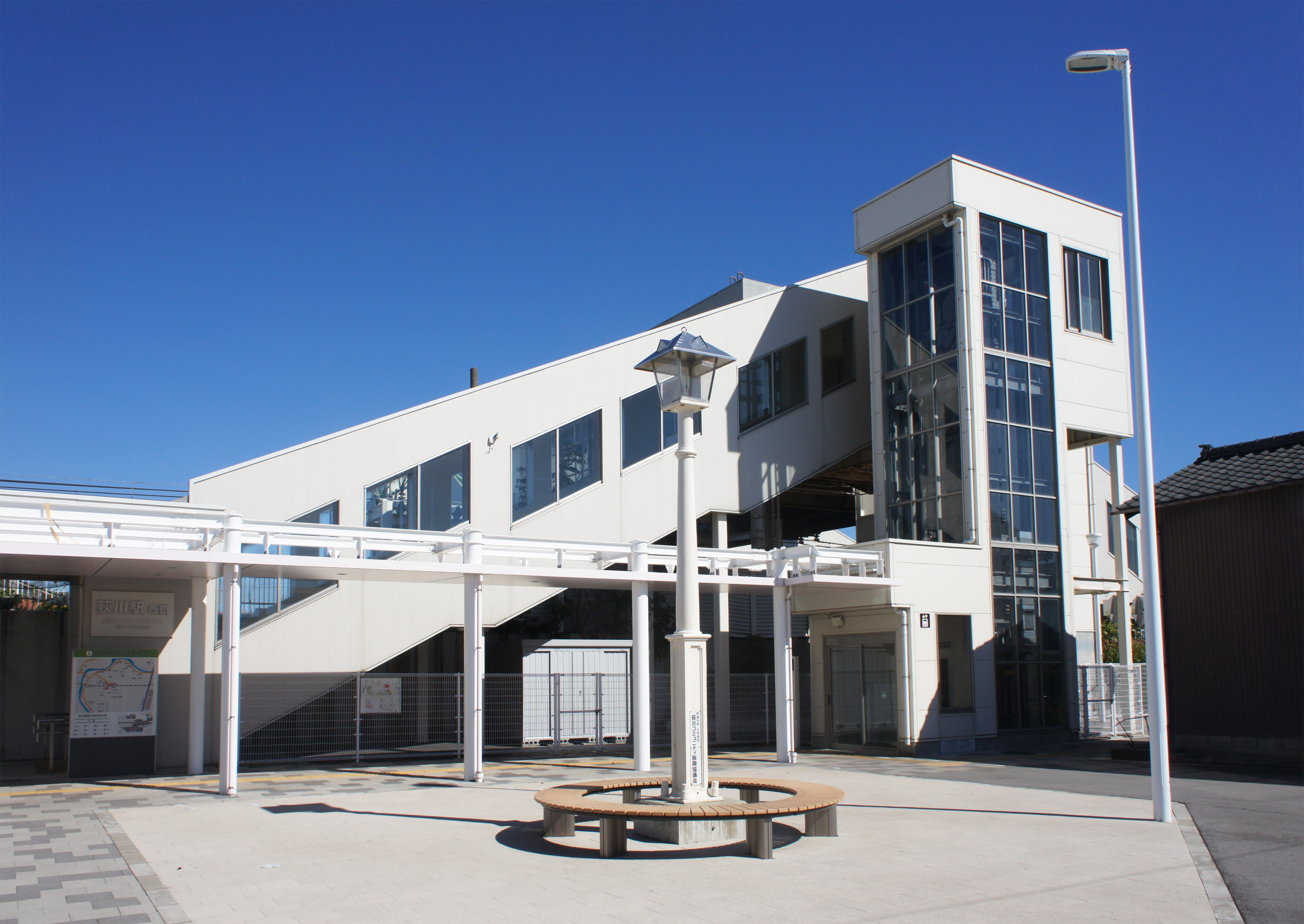
西出口（2021年9月）

荻川站（日语：／ Ogikawa eki */?）是位於新潟縣新潟市秋葉區中野三丁目5番1號，東日本旅客鐵道（JR東日本）的信越本線車站。

## 車站大樓翻新
1986年（昭和61年）12月1日，此站建設國鐵新潟鐵道管理局（現時為JR東日本新潟分社）內首個跨站式站房，在跨站式站房還開始使用後一直未有進行大規模翻新。車站內與閘外行人通道中沒有安裝升降機等無障礙設施，因此當地市民表示希望能加設升降機。
因此，新潟市和JR東日本新潟分社為了進行車站無障礙化，此站在2014年（平成26年）春天開始安裝升降機。同時開始改善西出口站前廣場，同年10月4日，在2號月台和西出口一方的升降機開始使用，西出口一方的樓梯因廣場工程而關閉。在2015年（平成27年）2月21日，1號月台和東出口一方的升降機開始使用。在3月1日，西出口的樓梯再次開放。

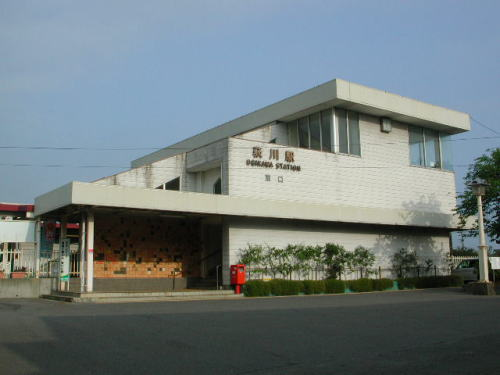
2004年的車站東口
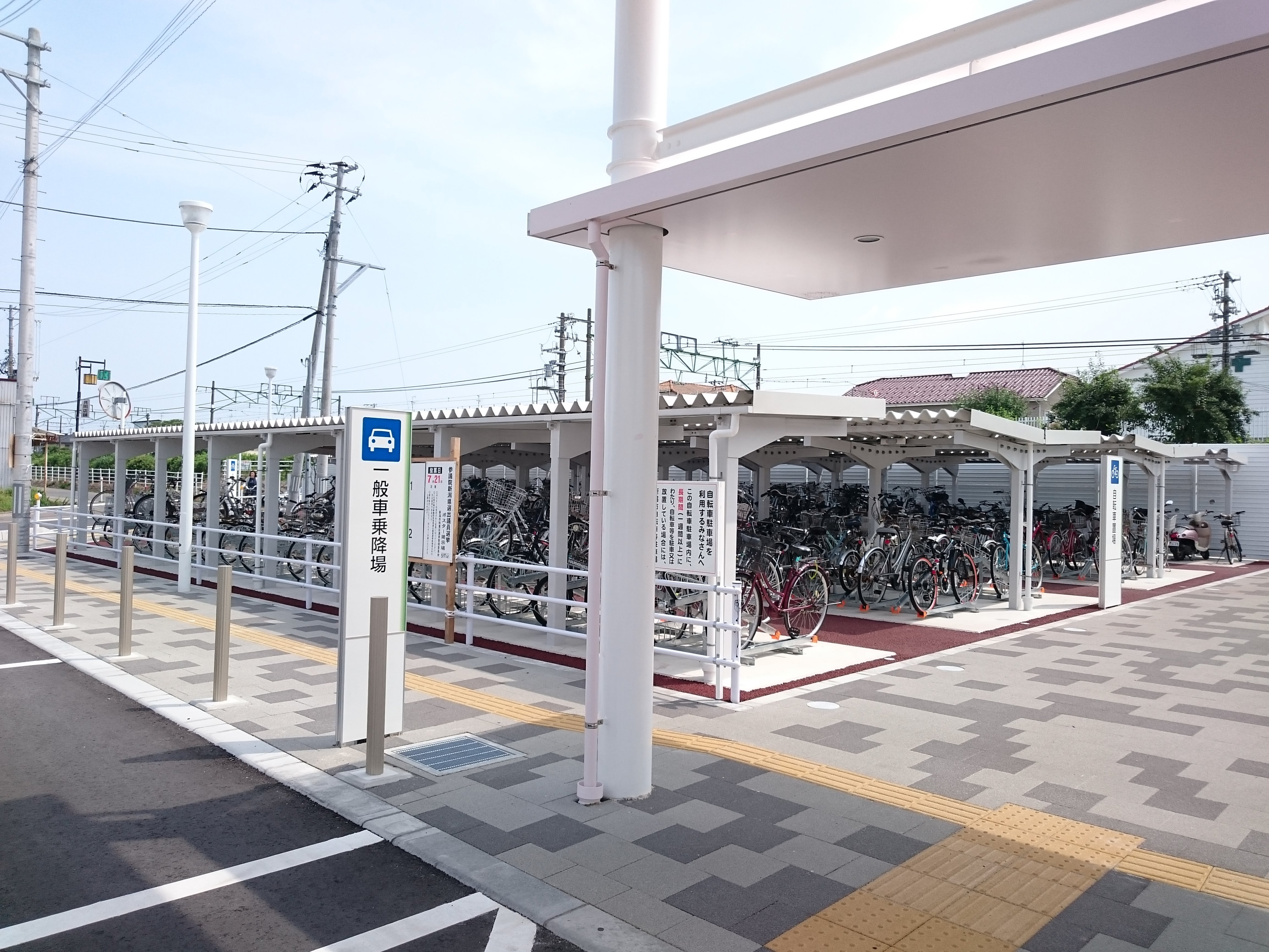
隨著翻新工程加設停泊單車場

## 歷史
- 1917年（大正6年）9月4日：鐵道院（國有鐵道）開設荻川信號站。
- 1926年（大正15年）11月20日：升級至車站，名為荻川站[1]。
- 1986年（昭和61年）12月1日：跨站式站房啟用[1]。
- 1987年（昭和62年）4月1日：伴隨國鐵分割民營化，車站由東日本旅客鐵道（JR東日本）營運。
- 1991年（平成3年）10月1日：開設綠色窗口[5]。
- 2004年（平成16年）12月16日：開設自動閘機。
- 2006年（平成18年）1月21日：此站開始可以使用IC卡「Suica」[6]。

## 車站構造

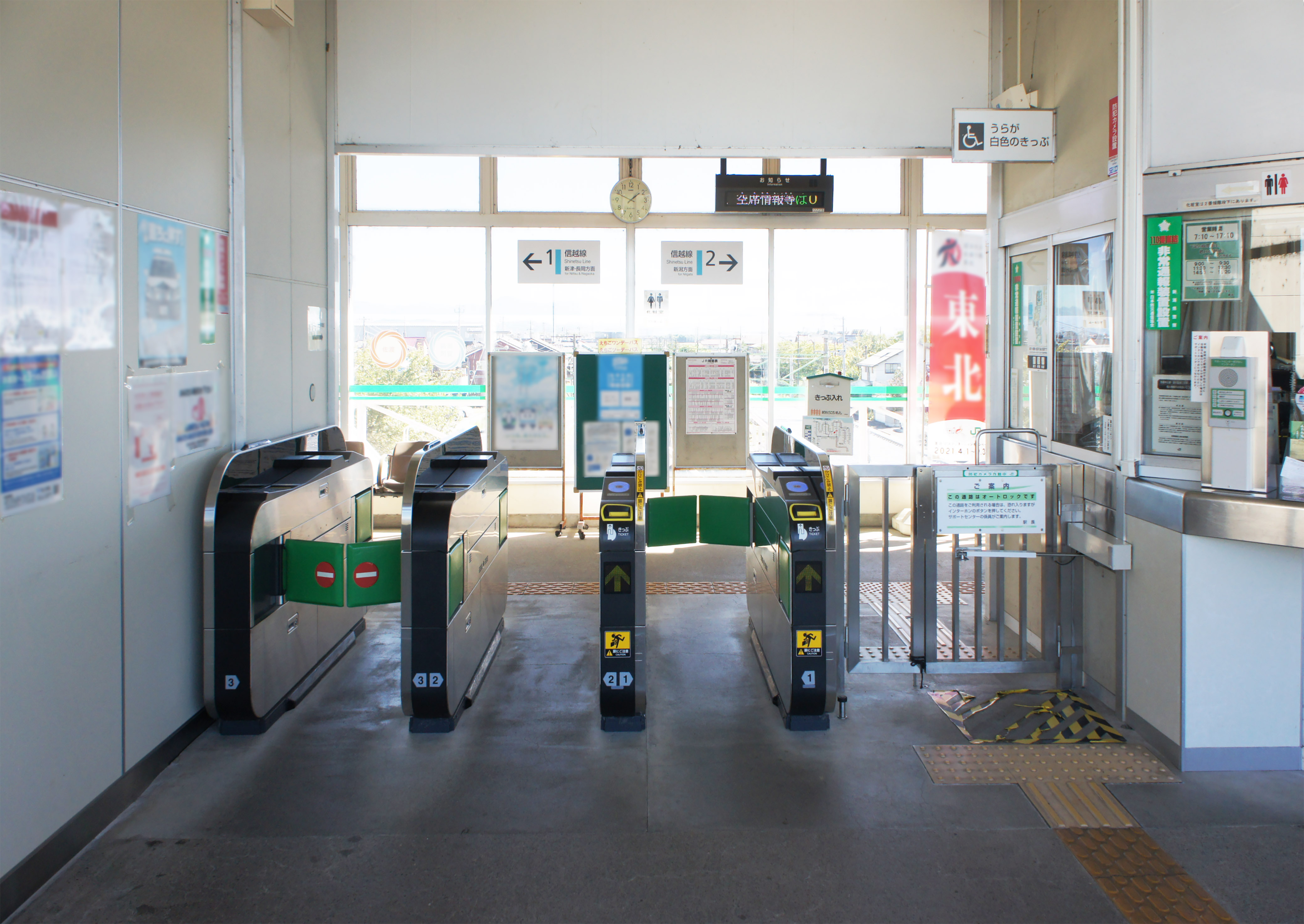
驗票口(2021年9月)

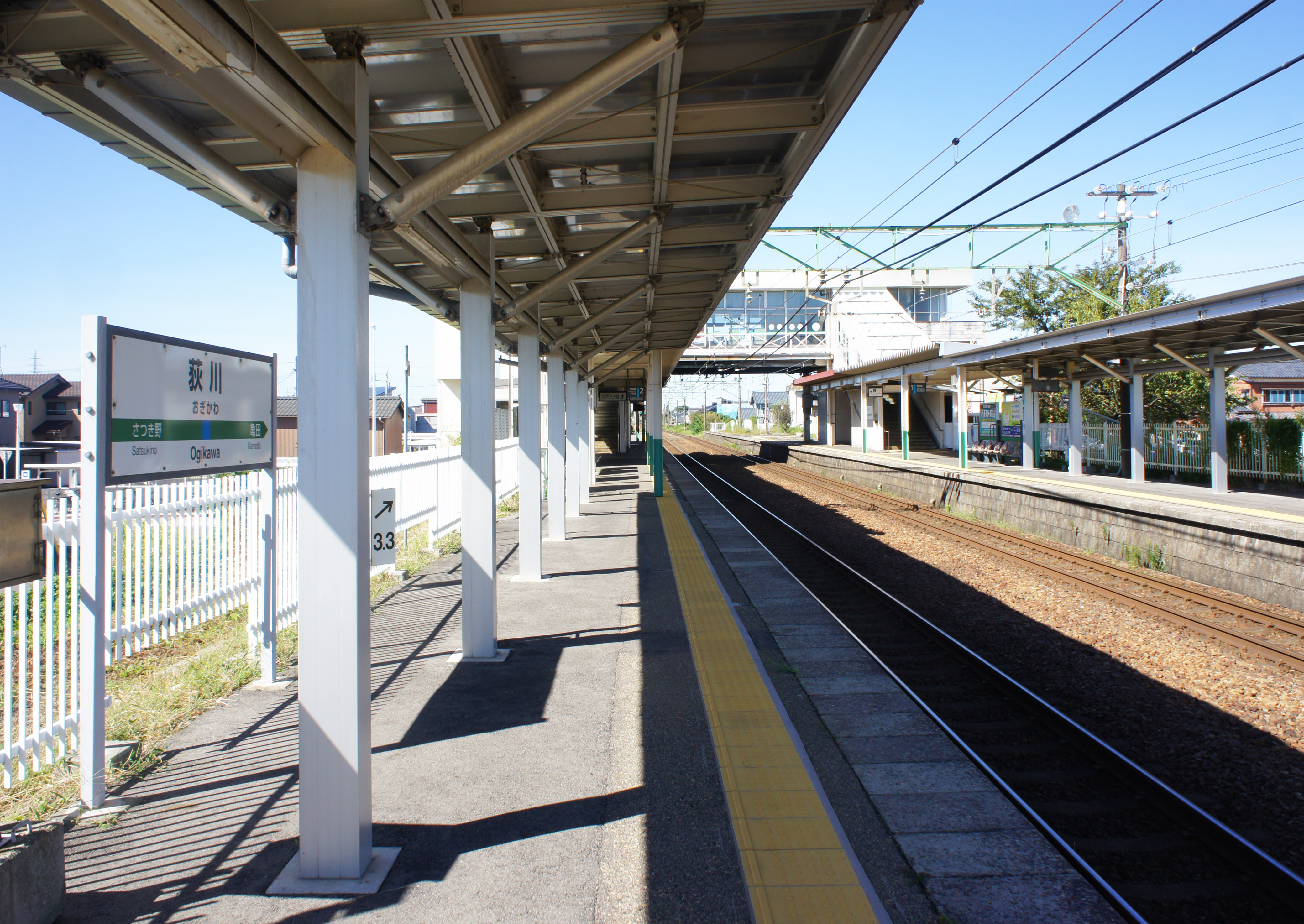
月台(2021年9月)

本站是地面車站（跨站式站房），設有2面2線的相對式月台。此站是由新津站管理的業務委託車站，委托了JR新潟Business負責車站業務。
在2樓大堂設有綠色窗口（營業時間 7:10 - 17:10）、有人閘口、自動閘機和自動售票機。月台上有設置花圃，該花圃被入選為「第1屆新潟縣創造美麗小鎮比賽」。

### 月台
| 月台 | 路線      | 上下行 | 方向           |
| ---- | --------- | ------ | -------------- |
| 1    | ■信越本線 | 上行   | 新津、長岡方向 |
| 2    | ■信越本線 | 下行   | 新潟方向       |

參考
- 站內設有無障礙設施，分別位於大堂連接兩月台之間各一台升降機。
- 閘外行人通道（荻川站東西行人通道）是由新潟市和秋葉區的建設課管理。車站大樓與閘外行人通道設有2層。原來的出入口現時為東出口，上述提及在1986年12月1日啟用。閘外設有無障礙設施，分別位於東西兩出口各一台升降機。

## 使用狀況
在2019年度（令和元年度），1日平均乘車人次為1,943人。
以下列出近年1日平均乘車人次：
| 乘車人次變化       | 乘車人次變化     | 乘車人次變化    |
| 年度               | 1日平均 乘車人次 | 參考資料        |
| ------------------ | ---------------- | --------------- |
| 2000年（平成12年） | 2,040            | [ 利用客数 2 ]  |
| 2001年（平成13年） | 1,994            | [ 利用客数 3 ]  |
| 2002年（平成14年） | 1,917            | [ 利用客数 4 ]  |
| 2003年（平成15年） | 1,891            | [ 利用客数 5 ]  |
| 2004年（平成16年） | 1,913            | [ 利用客数 6 ]  |
| 2005年（平成17年） | 1,920            | [ 利用客数 7 ]  |
| 2006年（平成18年） | 1,915            | [ 利用客数 8 ]  |
| 2007年（平成19年） | 1,955            | [ 利用客数 9 ]  |
| 2008年（平成20年） | 1,965            | [ 利用客数 10 ] |
| 2009年（平成21年） | 1,937            | [ 利用客数 11 ] |
| 2010年（平成22年） | 1,907            | [ 利用客数 12 ] |
| 2011年（平成23年） | 1,859            | [ 利用客数 13 ] |
| 2012年（平成24年） | 1,875            | [ 利用客数 14 ] |
| 2013年（平成25年） | 1,924            | [ 利用客数 15 ] |
| 2014年（平成26年） | 1,833            | [ 利用客数 16 ] |
| 2015年（平成27年） | 1,892            | [ 利用客数 17 ] |
| 2016年（平成28年） | 1,907            | [ 利用客数 18 ] |
| 2017年（平成29年） | 1,912            | [ 利用客数 19 ] |
| 2018年（平成30年） | 1,922            | [ 利用客数 20 ] |
| 2019年（令和元年） | 1,943            | [ 利用客数 1 ]  |

## 車站周邊

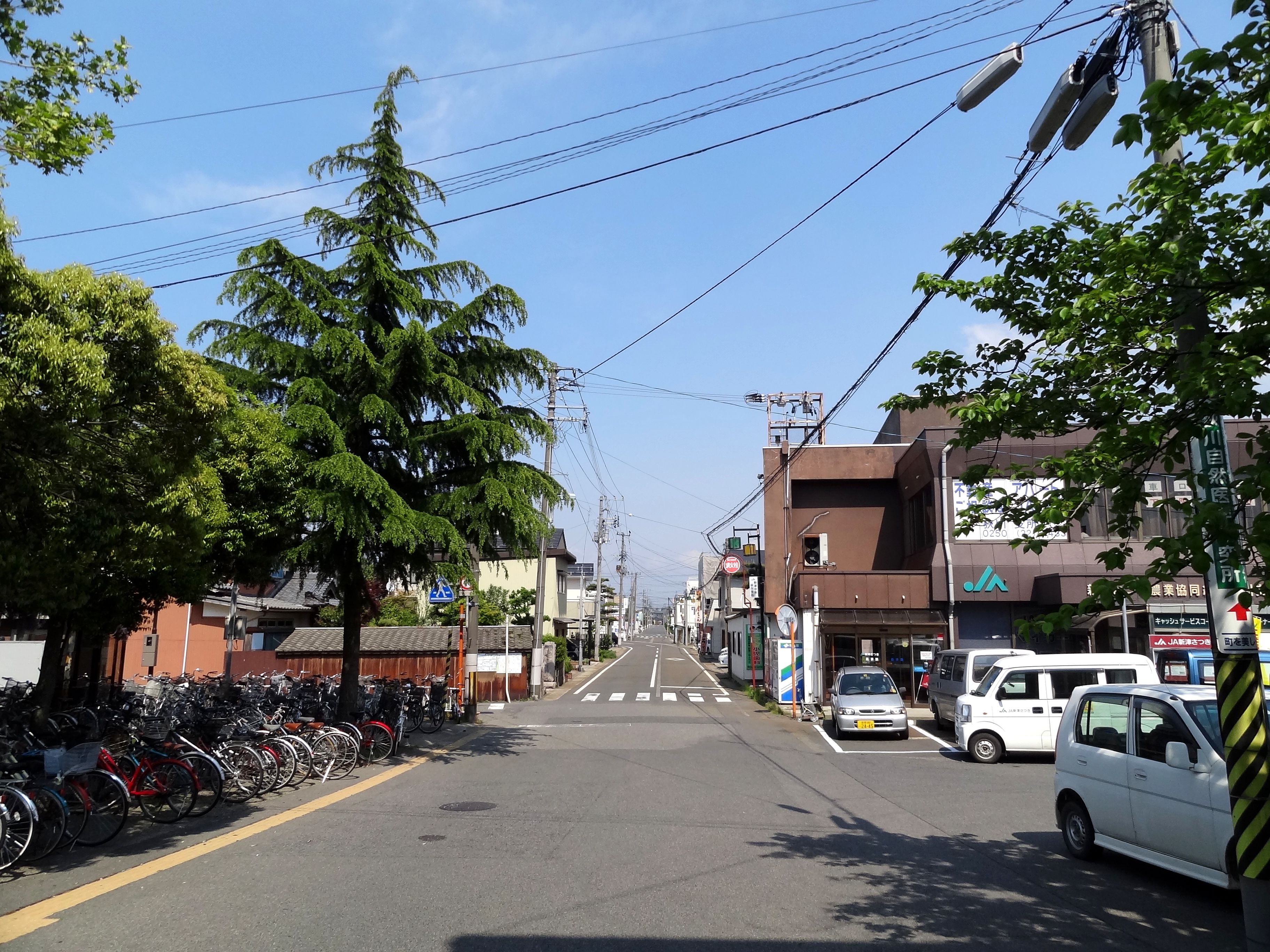
東出口站前

車站周邊主要為住宅區，在東出口一方有一些商店。

### 東出口
- 新潟縣道102號荻川停車場線（日语：新潟県道102号荻川停車場線）
- JA新津小月 荻川分店
- 北越銀行（日语：北越銀行） 荻川分店
- 荻川郵局

### 西出口
- 魚榮（日语：ウオエイ）荻川店
- 荻川地區社區中心
- 新潟市立荻川小學

## 巴士路線
截至2019年6月，於東出口一方設有於新潟市横越地區內運行的區巴士「橫巴士」。巴士站位於東出口步行2分鐘，於北越銀行附近。該巴士服務在星期日、假期及年尾年頭暫停服務。有關運行資訊參見「區巴士·居民巴士 - 新潟市江南區 （页面存档备份，存于）」。
- ■ ＜南路線＞ 經木津、澤海　前往橫越出張所

## 相鄰車站
東日本旅客鐵道
■信越本線
■快速
通過
□快速「阿賀野」（下行停站）、■普通
皋月野－荻川－龜田

## 注腳

### 使用狀況
1. 1 2  . 東日本旅客鉄道.   [2020-07-13]. （原始内容存档于2020-07-11） （日语）.
2. ↑  . 東日本旅客鉄道.   [2019-04-06]. （原始内容存档于2019-03-27） （日语）.
3. ↑  . 東日本旅客鉄道.   [2019-04-06]. （原始内容存档于2019-03-27） （日语）.
4. ↑  . 東日本旅客鉄道.   [2019-04-06]. （原始内容存档于2019-03-27） （日语）.
5. ↑  . 東日本旅客鉄道.   [2019-04-06]. （原始内容存档于2019-03-27） （日语）.
6. ↑  . 東日本旅客鉄道.   [2019-04-06]. （原始内容存档于2019-03-27） （日语）.
7. ↑  . 東日本旅客鉄道.   [2019-04-06]. （原始内容存档于2019-03-27） （日语）.
8. ↑  . 東日本旅客鉄道.   [2019-04-06]. （原始内容存档于2019-03-27） （日语）.
9. ↑  . 東日本旅客鉄道.   [2019-04-06]. （原始内容存档于2019-04-02） （日语）.
10. ↑  . 東日本旅客鉄道.   [2019-04-06]. （原始内容存档于2019-03-27） （日语）.
11. ↑  . 東日本旅客鉄道.   [2019-04-06]. （原始内容存档于2019-03-27） （日语）.
12. ↑  . 東日本旅客鉄道.   [2019-04-06]. （原始内容存档于2019-03-27） （日语）.
13. ↑  . 東日本旅客鉄道.   [2019-04-06]. （原始内容存档于2019-03-27） （日语）.
14. ↑  . 東日本旅客鉄道.   [2019-04-06]. （原始内容存档于2018-10-26） （日语）.
15. ↑  . 東日本旅客鉄道.   [2019-04-06]. （原始内容存档于2016-04-04） （日语）.
16. ↑  . 東日本旅客鉄道.   [2019-04-06]. （原始内容存档于2019-03-27） （日语）.
17. ↑  . 東日本旅客鉄道.   [2019-04-06]. （原始内容存档于2019-03-23） （日语）.
18. ↑  . 東日本旅客鉄道.   [2019-04-06]. （原始内容存档于2017-07-29） （日语）.
19. ↑  . 東日本旅客鉄道.   [2019-04-06]. （原始内容存档于2018-07-06） （日语）.
20. ↑  . 東日本旅客鉄道.   [2019-07-16]. （原始内容存档于2019-07-05） （日语）.

## 外部連結
- 車站資訊（荻川）：東日本旅客鐵道（日語）